# Francouzský institut v Praze

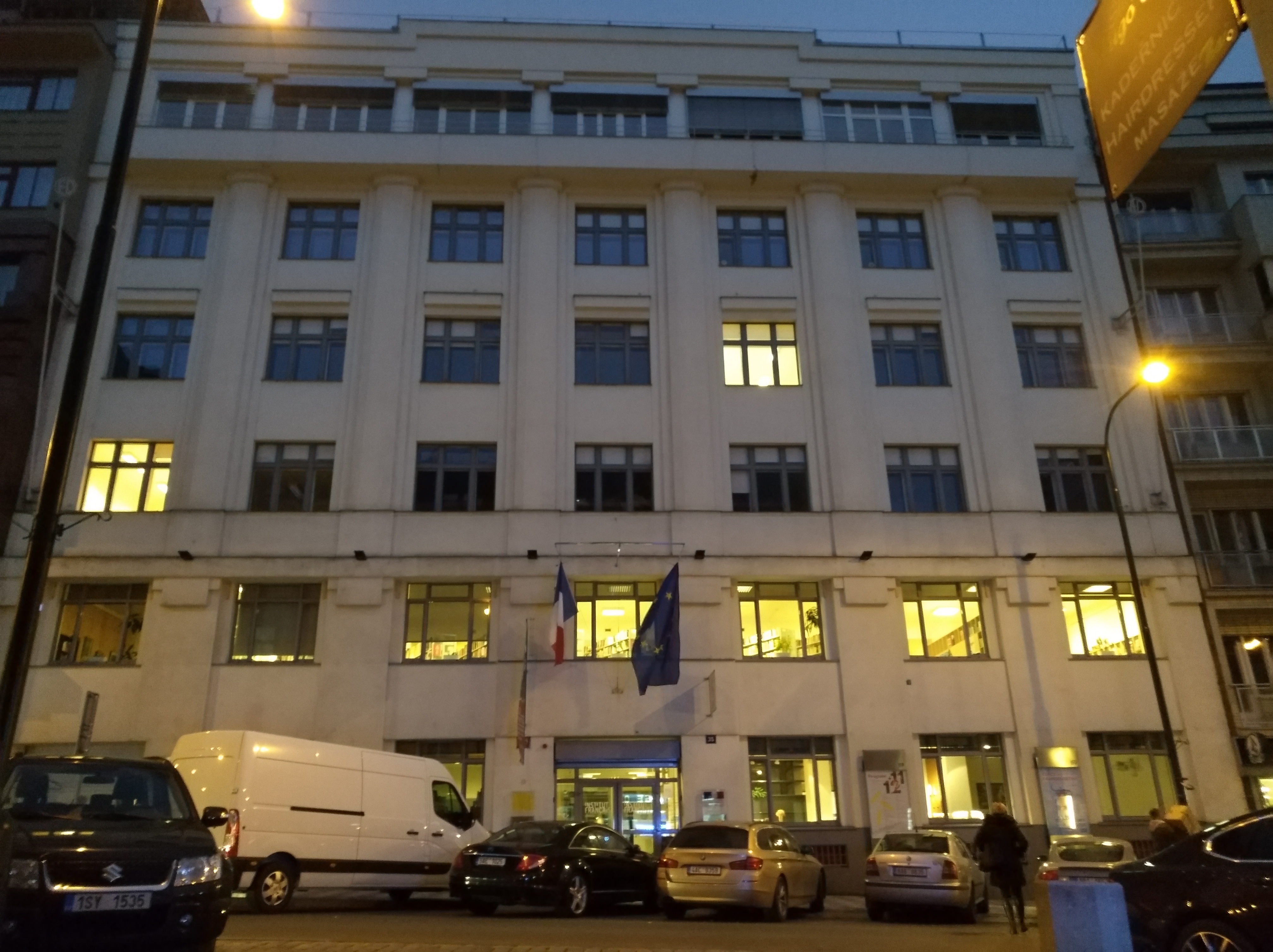
Budova institutu v pražské Štěpánské ulici

Francouzský institut v Praze (francouzsky Institut français de Prague) je multidisciplinární kulturní centrum nacházející se v centru Prahy v ulici Štěpánská. Je pobočkou Institut français. Posláním institutu je prezentace francouzské kultury, výuka francouzského jazyka, pořádání kulturních akcí v kontextu česko-francouzské spolupráce apod. V budově institutu sídlí také francouzští atašé pro kulturu, vědu a školství Francouzského velvyslanectví v Praze. 

## Historie
První institut navázal na činnost Francouzské aliance (Alliance française) a vznikl v listopadu 1920. Byl též znám jakožto Institut Ernesta Denise , jenž se o jeho založení zasloužil.
Období mezi dvěma válkami bylo dobou největšího rozkvětu Institutu, konaly se zde slavné výstavy, přednášky, bezplatné kurzy francouzštiny.
Během německé okupace a po válce byl Institut buď zavřen, anebo živořil.[zdroj?] Teprve po roce 1989 se obnovila jeho dřívější sláva. Byl rekonstruován a v roce 1993 jej slavnostně otevřeli François Mitterrand a Václav Havel. V devadesátých letech nastalo další období rozkvětu. V roce 2010 byl reorganizován, některé aktivity byly zredukovány, objevily se však některé nové možnosti (studijní pobyty ve Francii).

## Služby
- Mediatéka, kde si lze vypůjčit francouzské knihy, časopisy, noviny nebo filmy.
- Výstavní galerie, kde se konají výstavy týkající se nějakým způsobem Francie.
- Kavárna Café 35 s francouzskými specialitami.
- Kino 35 promítající francouzské filmy v původní verzi.
- Oddělení jazykových kurzů (od roku 1989 zpoplatněných).
- Knihkupectví nabízející francouzské knihy. CEFRES, středisko zabývající se historií Střední Evropy.